# جون سميث (سياسي أمريكي، مواليد 1789)
جون سميث (بالإنجليزية: John Smith)‏ هو محامي وسياسي أمريكي، ولد في 12 أغسطس 1789 في Barre, Massachusetts ‏ في الولايات المتحدة، وتوفي في 26 نوفمبر 1858 في سانت ألبانز في الولايات المتحدة. نشط حزبياً في الحزب الديمقراطي. وقد انتخب List of speakers of the Vermont House of Representatives ‏ وانتخب عضو مجلس النواب الأمريكي.